# العلاج الإشعاعي بالجسيمات المشحونة
العلاج الإشعاعي بالجسيمات المشحونة (بالإنجليزي : Charged-particle radiation therapy) هو نوع من أنواع العلاج الإشعاعي الخارجي يتم فيه تعجيل الجسيمات للحصول على جزيئات نارية ذات طاقة عالية (مثل البروتون أونواة الكربون [1]) التي تعمل على قتل سرطان الجلد.
هذا الأسلوب يستهدف الخلية السرطانية ذاتها فهو أقل ضررا على الخلايا المجاورة السليمة مقارنة بالعلاج الإشعاعي
التقليدي الذي يستخدم مفعول قمة براج للأشعة السينية ذات طاقة عالية.

## وصلات خارجية
- "Introduction to CPT".
- Charged-particle radiation therapy entry in the public domain NCI Dictionary of Cancer Terms